# Хитцакер
Хитцакер (на немски: Hitzacker) е град в Долна Саксония, Германия, с 4916 жители (към 31 декември 2014). Намира се на река Елба и на 8 km северно от Даненберг и 45 km източно от Люнебург.